# Miles ZX40ST
Miles ZX40ST – elektryczny samochód dostawczo-osobowy typu pickup klasy miejskiej produkowany pod amerykańską marką Miles w latach 2007–2013.

## Historia i opis modelu
W grudniu 2007 roku amerykańskie przedsiębiorstwo Miles Electric Vehicles poszerzyło swoją ofertę modelową, podobnie jak w przypadku dotychczasowych dwóch konstrukcji przedstawionych pod własną marką opartą na chińskim samochodzie. Tym razem nawiązano współpracę z przedsiębiorstwem Hafei, na podstawie której dokonano konwersji odmiany pickup niewielkiego Hafei Minyi na pojazd w pełni elektryczny. 
Producent zdecydował się ograniczyć ofertę nadwoziową wyłącznie do odmiany dwuosobowej ze skrzyniowym przedziałem transportowym, która wyróżniała się powierzchnią użytkową sięgającą 3 metrów kwadratowych.

### Sprzedaż
Elektryczny samochód dostawczy trafił do sprzedaży na rynku Stanów Zjednoczonych dwa lata po debiucie, w 2009 roku. Pojazd importowany był z Chin przez kolejne 4 lata, co przerwała likwidacja przedsiębiorstwa Miles Electric Vehicles z powodu bankructwa w czerwcu 2013 roku.

### Dane techniczne
Miles ZX40S był samochodem w pełni elektrycznym, który podobnie jak Miles ZX40 był kwalifikowany według amerykańskiego prawa jako samochód niskich prędkości. W ten sposób jego prędkość maksymalna została ograniczona do 40 km/h, z kolei akumulator umożliwiał przejechanie na jednym ładowaniu do ok. 96 kilometrów. Dzięki wtyczce 110 V naładowanie do 50% zajmowało ok. 6 godzin.